# جبر روی یک میدان

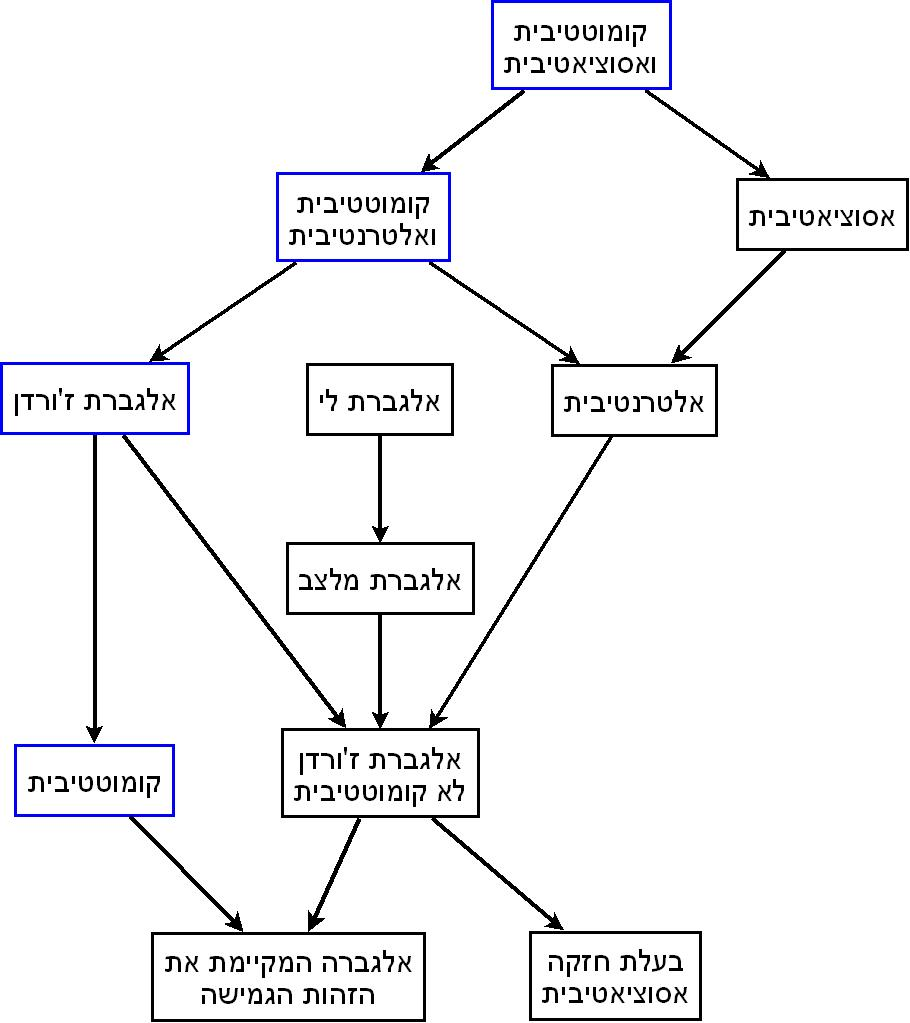
تصویری از جبر روی میدان

در ریاضیات، یک جبر روی یک میدان (به انگلیسی: Algebra over a Field) (که اغلب آن را صرفاً جبر می‌نامند)، فضایی برداری مجهز به ضرب دوخطی است. ازین رو، جبر یک ساختار جبریست که شامل مجموعه‌ای مجهز به عملیات ضرب و جمع و ضرب اسکالر توسط عناصر یک میدان است به گونه‌ای که در اصول موضوعه‌های «فضای برداری» و «دوخطی» صدق می‌کند.
عملیات ضرب در یک جبر ممکن است شرکت‌پذیر باشند یا نباشند، که به ترتیب جبر مورد نظر تبدیل به جبر شرکت‌پذیر و جبر غیر-شرکت‌پذیر می‌گردد.